# Alaska (single)
Alaska is een (Nederlandstalige) single van de Belgische artiest Hugo Matthysen uit 1993.
De single bevatte naast de titelsong het liedje Roerloos.
Het liedje verscheen op het album Dag Allemaal!.

## Meewerkende artiesten
- Producer
  - Jean Blaute
- Muzikanten
  - Hugo Matthysen (elektrische gitaar, mandoline, zang)
  - Jean Blaute (backing vocals, elektrische gitaar, elektrische piano)
  - Marc Kruithof (backing vocals)
  - Stoy Stoffelen (drums)